# Amédée-Philibert de Mellarède
Amédée-Philibert de Mellarède, dit abbé de Mellarède, né à Turin en 1682 et mort à Bettonet (Savoie) en 1780, est un homme d'Église savoyard, recteur de l'université de Turin (1725), abbé de Talloires et de Mullegio. Grand érudit, il est à l'origine de la création de la bibliothèque Municipale de Chambéry (Savoie).

## Biographie

### Origines
Amédée-Philibert (ou Philibert-Amédée) de Mellarède, né à Turin, en 1682, est issu d'une famille roturière. Son grand-père est Jean Mellarède est notaire, bourgeois de Montmélian.  Son père, Spectable Pierre Mellarède (1659-1730) également bourgeois de Montmélian, devient avocat au Sénat de Savoie en 1678, puis avocat général des Pauvres, avant de devenir conseiller d'État, puis Premier président de la Cour des comptes de Turin (1713), puis enfin premier secrétaire d'État et ministre de l'Intérieur (avant 1723), Victor-Amédée II de Savoie, premier roi de Piémont-Sardaigne. Il se fait qualifier, après achat de la seigneurie de Bettonet (1715),, de comte de Bettonet.
Il a pour frère, Pierre-Louis, second comte et premier président du Sénat de Nice,, et sœur Marie-Anne, mariée trois fois, qui est l'héritière des titres et bien de Amédée-Philibert.

### Carrière
Amédée Philibert de Mellarède semble être conseiller d'État, comme son père, ainsi qu'abbé de [Malezie, Majeloz, Mullegio] (?), en Piémont (selon Foras).
En 1725, il devient recteur de l'Université de Turin et magistrat de la Réforme. Il est nommé, par L.P. du 29 août 1737, réformateur ou magistrat de la Réforme de Turin. 
Entre 1734 et 1764, il devient abbé commendataire de Sainte-Marie-de-Talloires. Il démissionne de ce poste à cause des "tracasseries et désordres".
Il prend ensuite la charge d'économe général apostolique royal des bénéfices vacants à l'abbaye de Sainte-Marie-de-Selve (Vercelli, Piémont). Ses relations avec les jansénistes l'obligent à quitter sa fonction en 1771.
Il devient président de la Société d'agriculture de Chambéry.

### Mort et succession
Retiré des affaires, il vit jusqu'à sa mort sur ses terres de Bettonet, qu'il a héritées de son frère Pierre-Louis.
Il teste le 25 novembre 1780, en faveur de sa sœur Marie-Anne, épouse du comte Joseph-François de la Valdisère. Il fait le vœu d'être inhumé dans le caveau familial. Il lègue à la ville de Chambéry sa bibliothèque et son cabinet d'histoire (voir ci-après).
Amédée-Philibert de Mellarède meurt, dans son château, le 2 décembre 1780.

## Un legs à l'origine de la création de la bibliothèque municipale de Chambéry

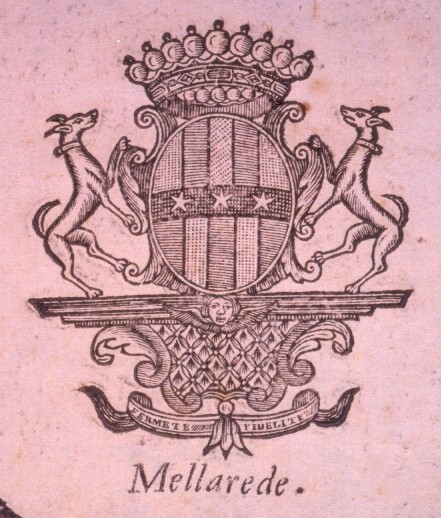
Ex-libris et blason de l'abbé de Mellarède, comte de Bettonet

Dans son testament rédigé le 25 décembre 1780 et enregistré par Maître Perret, l'abbé de Mellarède fait don à la ville de Chambéry de 5 000 ouvrages et de son cabinet d'histoire naturelle, à la condition que la ville les mette à disposition du public et que la somme de 5 000 livres soit versée à une famille indigente. Le 20 décembre suivant, le Conseil Municipal accepte le legs aux conditions prescrites. La somme de 5 000 livres est versée à la famille Molingal.
La bibliothèque municipale de Chambéry ouvre ses portes à la fin de l'année 1783, dans le bâtiment de l'Hôtel de Ville.